# Ankylopteryx polygramma
Ankylopteryx polygramma är en insektsart som beskrevs av Gerstaecker 1894. Ankylopteryx polygramma ingår i släktet Ankylopteryx och familjen guldögonsländor. Inga underarter finns listade i Catalogue of Life.